# Loxosceles coyote
Loxosceles coyote là một loài nhện trong họ Sicariidae.
Loài này thuộc chi Loxosceles. Loxosceles coyote được miêu tả năm 1983 bởi Gertsch & Ennik.